# هيو لوسون وايت
هيو لوسون وايت (بالإنجليزية: Hugh Lawson White)‏ هو قاضي ومحامي وسياسي أمريكي، ولد في 30 أكتوبر 1773 في مقاطعة آيرديل في الولايات المتحدة، وتوفي في 10 أبريل 1840 في نوكسفيل في الولايات المتحدة. حزبياً، نشط في الحزب الجمهوري الديمقراطي والحزب الديمقراطي. وقد انتخب الرئيس المؤقت لمجلس الشيوخ الأمريكي (3 ديسمبر 1832 – 15 ديسمبر 1833) وانتخب عضو مجلس ولاية تينيسي وانتخب عضو مجلس الشيوخ الأمريكي (28 أكتوبر 1825 – 13 يناير 1840).